# Berberis wuchuanensis
Berberis wuchuanensis är en berberisväxtart som beskrevs av Harber och S.Z.He. Berberis wuchuanensis ingår i släktet berberisar, och familjen berberisväxter. Inga underarter finns listade i Catalogue of Life.